# Oscar Roty
Louis Oscar Roty, född den 11 juni 1846 i Paris, död där den 23 mars 1911, var en fransk medaljgravör och skulptör.